# برناردو سيبولفيدا أمور
برناردو سيبولفيدا أمور (بالإسبانية: Bernardo Sepúlveda Amor)‏ هو قاضي ووزير ودبلوماسي ومحامي مكسيكي، ولد في 14 ديسمبر 1941 في مدينة مكسيكو في المكسيك.

## وصلات خارجية
- برناردو سيبولفيدا أمور على موقع مونزينجر (الألمانية)